# Liste der Generalsuperintendenten und Bischöfe Pommerns
Das Amt eines Generalsuperintendenten (bis 1540 Superintendent) wurde kurz nach der Einführung der Reformation in Pommern eingerichtet, nachdem Bischof Erasmus von Manteuffel-Arnhausen 1535 die Annahme der neuen Kirchenordnung verweigert hatte. Die Generalsuperintendenten waren die Geistlichen Leiter der Kirche in Pommern.
Im Jahre 1545 beschloss die Synode zu Stettin, dass es vier Generalsuperintendenten in Pommern geben solle, mit Sitz in Stettin, Greifswald, Kolberg und Stolp.
Das Amt des Generalsuperintendenten wurde Anfang des 19. Jahrhunderts von der Preußischen Landeskirche übernommen. Insgesamt gab es in Preußen 12 Generalsuperintendenten. In der Pommerschen Provinzialkirche gab es davon lediglich einen Stelleninhaber, der in Stettin seinen Sitz hatte.
Anfang der 1920er Jahre – nach Wegfall des landesherrlichen Kirchenregiments – wurde die Kirchenprovinz Pommern in einen West- und einen Ostsprengel (Vor- bzw. Hinterpommern) unterteilt, wo jeweils ein eigener Generalsuperintendent tätig war. Das Konsistorium der Provinz Pommern blieb in Stettin, bis es nach dem Zweiten Weltkrieg nach Greifswald verlegt wurde. 1950 wurde die Pommersche Evangelische Kirche eine selbständige Landeskirche, an deren Spitze seit 1947 ein Bischof stand. Mit Bildung der Nordkirche und der Umwandlung der Landeskirche in den Pommerschen Evangelischer Kirchenkreis 2012 stand dem neuen Kirchenkreis für eine Übergangszeit weiterhin ein Bischof vor. Dieser wurde 2019 durch einen Bischof für den Sprengel Mecklenburg und Pommern der Nordkirche, zu dem neben dem Pommerschen auch der Evangelisch-Lutherische Kirchenkreis Mecklenburg gehört, abgelöst.

## Generalsuperintendenten

### Pommern-Stettin
Zur Generalsuperintendentur Stettin gehörte das Gebiet östlich von Swine und Oder bis zur Grabow in Pommern-Stolp, ohne das Stiftsgebiet des ehemaligen Bistums Cammin bei Kolberg.
- 1535–1563: Paul vom Rode
- 1563–1574: Fabian Timäus
- 1570–1572: Christoph Stymmelius
- 1572–1595: Johann Cogeler
- 1595–1613: Jakob Faber, danach Vakanz
- 1618–1634: David Reutzius (Reuß)
- 1634–1641: Jakob Fabricius, danach Vakanz
- 1653–1673: Christian Groß, danach Vakanz
- 1679–1683: Sylvester Grabe
- 1688–1707: Günter Heyler
- 1709–1720: David Nerreter
- 1720–1724: Joachim Friedrich Schmidt
- 1725–1738: Laurentius David Bollhagen
- 1738–1757: Johann Gottfried Hornejus
- 1759–1775: Gottfried Christian Rothe
- 1775–1791: Friedrich Christian Göring
- 1792–1824: Gottlieb Ringeltaube
- 1826–1826: Friedrich Ludwig Engelken, Bischof
- 1827–1854: Carl Ritschl, Bischof
- 1855–1885: Albert Sigismund Jaspis
- 1885–1904: Heinrich Poetter
- 1904–1919: Johannes Büchsel
- 1921–1933: Paul Kalmus (Ostsprengel)
- 1933–1935: Karl Thom („Bischof von Cammin“)
- 1936–1945: Heinrich Ernst Boeters (Ostsprengel)

### Pommern-Wolgast
Der Sitz des Konsistoriums war seit 1553 in Greifswald mit der Region westlich der Swine und Oder und nördlich der Randow. Als Neuvorpommern an Preußen fiel, fand die Generalsuperintendentur Pommern-Wolgast ihr Ende und wurde in die Kirchenprovinz Pommern (mit Sitz in Stettin) integriert.
- 1535–1556: Johannes Knipstro
- 1557–1595: Jacob Runge
- 1597–1604: Friedrich Runge
- 1607–1642: Barthold von Krakevitz
- 1642–1650: Mövius Völschow
- 1653–1673: Christian Groß
- 1662–1674: Abraham Battus
- 1675–1675: Matthäus Tabbert
- 1680–1688: Augustinus Balthasar
- 1689–1700: Konrad Tiburtius Rango
- 1701–1712: Johann Friedrich Mayer
- 1719–1721: Heinrich Brandanus Gebhardi, seit 1716 Vizegeneralsuperintendent
- 1715–1732: Albrecht Joachim von Krakevitz, vollständige Amtsübernahme erst 1721
- 1725–1733: Laurentius David Bollhagen
- 1734–1738: Timotheus Lütkemann
- 1740–1745: Michael Christian Rusmeyer
- 1746–1763: Jakob Heinrich von Balthasar
- 1763–1778: Laurentius Stenzler
- 1778–1788: Bernhard Friedrich Quistorp
- 1790–1810: Gottlieb Schlegel
- 1812–1824: Johann Christoph Ziemssen
- 1921–1922: Wilhelm Reinhard (Westsprengel)
- 1923–1934: Walter Kähler (Westsprengel)
- 1933–1935: Karl Thom („Bischof von Cammin“)
- 1934–1945: Heinrich Laag (Westsprengel)

### Stift Kolberg (Cammin)
Bis 1556 waren die Bischöfe des Bistums Cammin im Amt, und das bischöflich Kolbergische Konsistorium wurde erst am 2. September 1638 errichtet. Es bestand bis 1645. Nach der Inbesitznahme Kolbergs durch Brandenburg wurde ein neues Konsistorium für das ganze Kurfürstliche Pommern und das Fürstentum Cammin errichtet. Christian Groß war ab 1645 der erste Kurfürstlich-Brandenburgische Generalsuperintendent für das Herzogtum Pommern (Stettin) und das Fürstentum Cammin.
- 1544–1549: Bartholomäus Swawe, Bischof von Cammin
- 1549–1556: Martin Weiher, Bischof von Cammin
- 1558–1567: Georg Venetus, Stiftssuperintendent von Kolberg
- 1568–1602: Petrus Edeling
- 1605–1620: Adam Hamel
- 1622–1645: Immanuel König

### Pommern-Stolp
Wegen der weiten Entfernung nach Stettin hat man in Stolp eine eigene Generalsuperintendentur begründet, deren Gebiet im Westen von der Grabow begrenzt wurde. Den Amtsinhabern wurden aber die Befugnisse beschnitten zugunsten der „Obersuperintendentur“ Stettin. Allerdings gab es in Stolp lediglich zwei Stelleninhaber. Nach dem Tode von David Crolle wurde die Stolper Superintendentur mit Pommern-Stettin vereinigt.
- 1535–1573: Jakob Hogensee (Hoonsee)
- 1574–1604: David Crolle

## Bischöfe
- 1947–1954: Karl von Scheven
- 1955–1972: Friedrich-Wilhelm Krummacher
- 1972–1989: Horst Gienke
- 1990–2001: Eduard Berger
- 2001–2019: Hans-Jürgen Abromeit
- seit 2019: Tilman Jeremias, Bischof für den Sprengel Mecklenburg und Pommern